# Maciej Gąsiorowski
Maciej Gąsiorowski herbu Ślepowron (zm. 13 czerwca 1726 roku) – kasztelan inowrocławski w latach 1713-1726, starosta radziejowski w latach 1681-1720.
Syn Andrzeja (zm. 1686), kasztelana bydgoskiego i Marianny Wierzbowskiej. Poślubił Teresę, córkę Olbrachta Adriana Lasockiego, kasztelana inowrocławskiego. Druga żona Teresa Boglewska urodziła 2 dzieci: Córka Monika Gąsiorowska została żoną Stanisława Sobolewskiego, podkomorzego warszawskiego i posła na sejmy. Syn Augustyn (1690–1752) był starostą radziejowskim i kasztelanem bydgoskim.
Poseł sejmiku radziejowskiego na sejm 1683 roku, sejm 1690 roku, sejm 1695 roku. 5 lipca 1697 roku podpisał w Warszawie obwieszczenie do poparcia wolnej elekcji, które zwoływało szlachtę na zjazd w obronie naruszonych praw Rzeczypospolitej. Poseł na sejm 1703 roku z województwa brzeskokujawskiego. W latach 1717–1725 pełnił urząd kasztelana inowrocławskiego. Deputat województwa brzeskokujawskiego do rady stanu rycerskiego rokoszu łowickiego w 1697 roku. Poseł na sejm pacyfikacyjny 1699 roku z województwa brzeskokujawskiego. W 1718 roku został wyznaczony senatorem rezydentem.